# Estrada nacional 15 (Suécia)

A Estrada nacional 15 (em sueco: Riksväg 15) é uma estrada nacional sueca com uma extensão de 154 km, que atravessa as províncias históricas de Blekinge, Escânia, Småland e Halland, ligando as cidades de Karlshamn (Blekinge) e Halmstad (Halland).
Passa pelas localidades de Fyllinge, Trönninge, Eldsberga, Genevad, Veinge, Knäred, Markaryd, Osby, Lönsboda, Vilshult, Olofström e Jämshög